# ЛВС-86
ЛВС-86 (71-86) — радянський і російський шестивісний зчленований високопідлоговий трамвайний вагон виробництва ЗРГЕТ. Розроблено на основі дослідного вагона ЛВС-80. ЛВС-86 випускалися на ПТМЗ з 1987 по 1997 рік, всього побудовано 473 вагони різних модифікацій.
Трамвайні вагони ЛВС-86 працюють у Санкт-Петербурзі і працювали раніше на закритій у 2004 році трамвайній системі міста Архангельська.

## Історія
Після успішного досвіду зчленованих вагонів типу ЛВС-66 і ЛВС-80 завод мав випустити допрацьовану модель зчленування та кузова вагона, тому в 1986 році на заводі ВАРЗ (згодом ПТМЗ) було розроблено прототип моделі ЛВС-86.
На відміну від ЛВС-80, обладнання та кабіну змінили на аналогічні ЛМ-68М.
З 1990 року вагони випускалися з невеликими змінами: перші двері були наполовину віддані водію, наполовину залишалися в салоні; сидіння встановлювалися за схемою 1+1 (до цього вони встановлювалися за схемою 2+1).
Останній вагон ЛВС-86 був випущений у вересні 1997 року з гофрами з боків кузова, які було прибрано після поточного ремонту у 2007 році. Працює у трамвайному парку №7 під номером 7030.

### Капітально-відновлювальний ремонт
У 1995-2005 роках на ПТМЗ проводився капітальний ремонт вагонів. З 2006 року процедура проходить у цеху капітальних ремонтів на території трамвайного парку №1.
У 2000 - 2002 рр на ПТМЗ було проведено капремонт із заміною системи управління на РКСК трьох вагонів ЛВС-86Т.
У 2003 - 2004 роках. 24 вагони ЛВС-86Т та 2 вагони ЛВС-86М були модернізовані. Були встановлені: передня склопластикова панель аналогічна ЛМ-99К, встановлені пластикові сидіння, система управління замінена на РКСУ. Громадськими проектами з ведення обліку рухомого складу громадського транспорту трамваї, що пройшли цю модернізацію, неофіційно розглядаються як окрема модифікація ЛВС-86К-М.
У 2015 році на базі СПб ГЕТ вироблявся капітальний ремонт 15 вагонів ЛВС-86К: змінювалося електроустаткування, встановлювалися напівпантографи, нові автоінформатори, табло, софіти, маршрутні покажчики, обладнання для автономного ходу до 150 метрів по прямій.
З 2017 року ЛВС-86Т та ЛВС-86К проходять модернізацію з установкою асинхронного тягового приводу, планетарних дверей, пластикової передньої маски, аналогічної ЛМ-99К, фальшбортів для дахового обладнання, ремонтом салону та заміни двоплечого пантографа на одноплечий. При цій модернізації збільшується кількість місць для сидіння шляхом ліквідації шафи з електрообладнанням в салоні. Модернізована версія відома як ЛВС-86М2.

## Конструкція

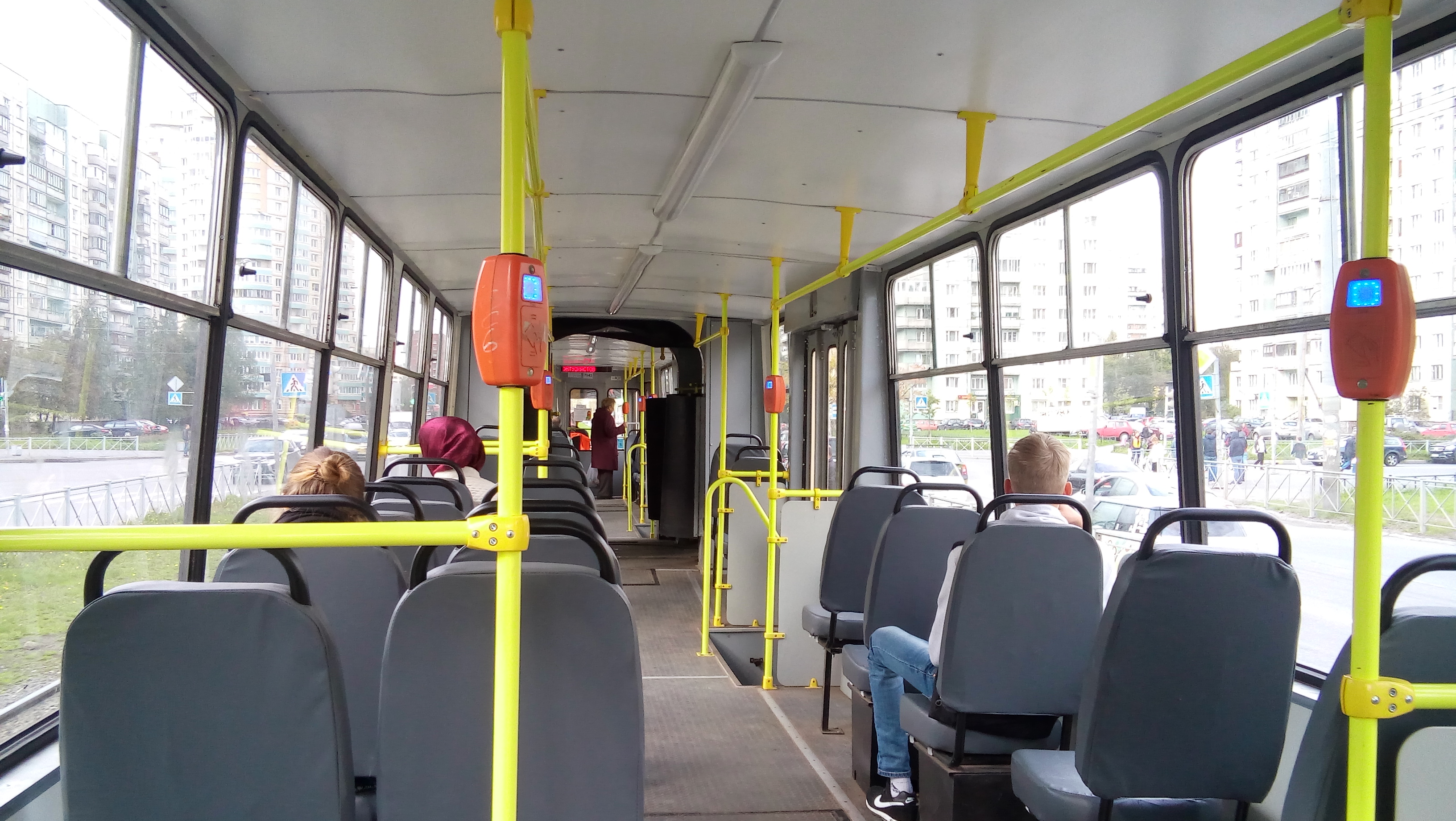
Інтер'єр трамвайного вагона

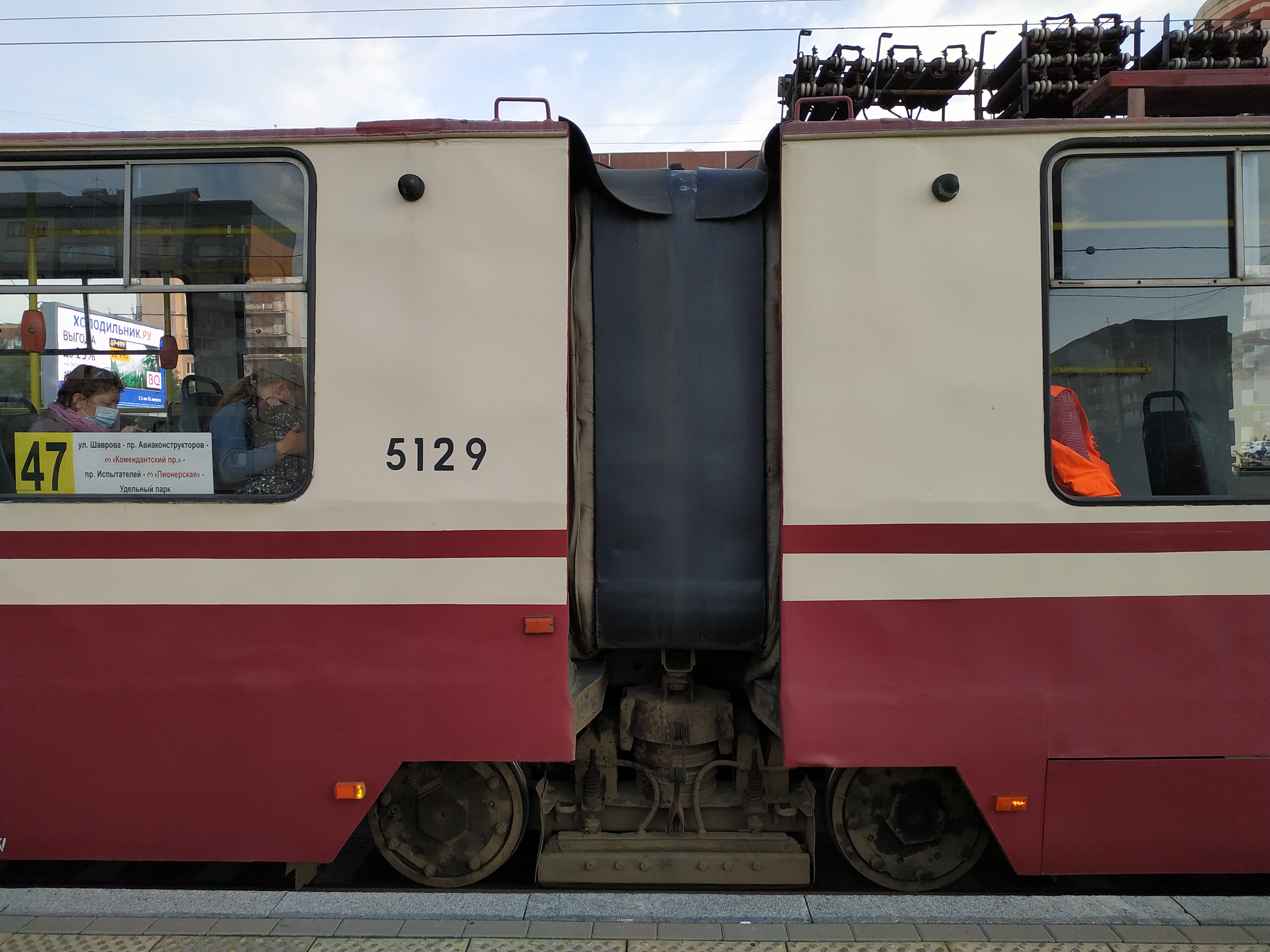
Вузол зчленування ЛВС-86 з прикладу трамвая №5129 маршрутом №47, Санкт-Петербург

ЛВС-86 — зчленований шестивісний трамвай колії 1524 мм з візком Якобса у вузлі зчленування. Вагон здатний працювати за системою багатьох одиниць (СМЕ) у складі поїзда до 3 вагонів.
Кузов складається з двох рівних секцій, пов'язаних через вузол зчленування, який спирається на центральний візок. Спочатку вузол зчленування мав іншу конструкцію — гумові ущільнювачі між напівкруглими стінками шарніра і бічними стінами вагона були увігнутими у бік бічних стінок, проте в 1990 році стався нещасний випадок — дитина при русі трамвая на дузі засунула голову в розширившуюся ділянку і затиснуло дитині голову. Тоді в терміновому порядку було закрито прохід через вузол зчленування, а потім протягом кількох місяців у вагонах було встановлено ущільнювачі, вигнуті у бік салону.
Двері поворотно-складні (ширмові), розміщені по правому борту в передньому звисі (на більшості вагонів одна стулка веде в кабіну водія), посередині між першим і другим, другим і третім візками, і в задньому звисі. Тягових електродвигунів чотири, по два в першому та третьому візках. Центральний візок безмоторний.
Система управління струмом через тягові двигуни непряма: реостатно-контакторна або тиристорно-імпульсна. Основне гальмування електродинамічне, тяговими двигунами. Для догальмовування використовується барабанно-колодкове гальмо з пневмоприводом. Присутні і магніторейкові гальма.
Струмоприймач - пантограф, проводилися експерименти і з струмоприймачем ТПБ. У модифікації М2 -  напівпантограф.
Вагон має 26 або 37 посадкових місць. Розміри ЛВС-86: 22500 мм загальна довжина, 2550 мм ширина і 3146 мм висота; загальна вага без пасажирів 29,5 тонн.

## Модифікації
- ЛВС-86К (1987-1997) — Базова модель, реостатно-контакторна система управління (РКСУ).
- ЛВС-86Т (1988-1994) — Тиристорно-імпульсна система управління (ТІСУ). Має дві вузькі шафи з електрообладнанням у салоні.
- ЛВС-86М (1993-1996) — Тиристорно-імпульсна система управління «МЕРА». Має одну вузьку шафу з електрообладнанням у салоні.

Модернізація:
- ЛВС-86А (1995) — Асинхронний тяговий двигун[6][7][8][9]. Єдиний вагон, перероблений із ЛВС-86Т (заводський №1018) у червні 1995 року. Напис на борту говорить: «Перший у Росії з двигунами змінного струму». На даний час не експлуатується, передано до музею електротранспорту.
- ЛВС-86М2 (з 2017) — Асинхронні тягові двигуни, нова склопластикова передня панель, поворотні двері, напівпантограф. До модернізації це були ЛВС-86К та ЛВС-86Т. Вартість модернізації одного трамвая у 2017 році становила 26 мільйонів рублів. на модернізації одного трамваю ЛВС-86 досягла 29 млн рублів[10].

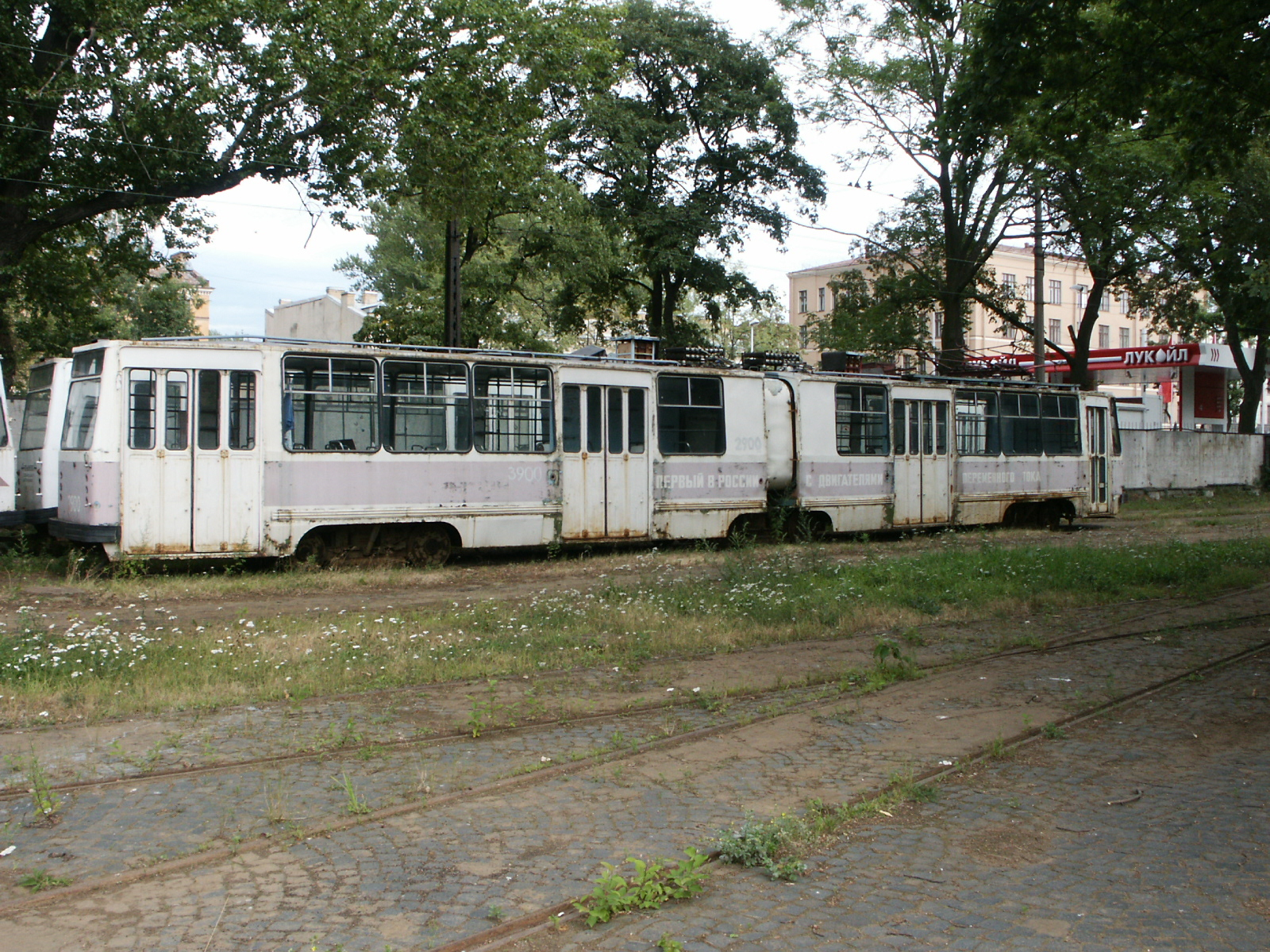
Трамвай ЛВС-86А чекає на реставрацію в музеї електротранспорту СПб
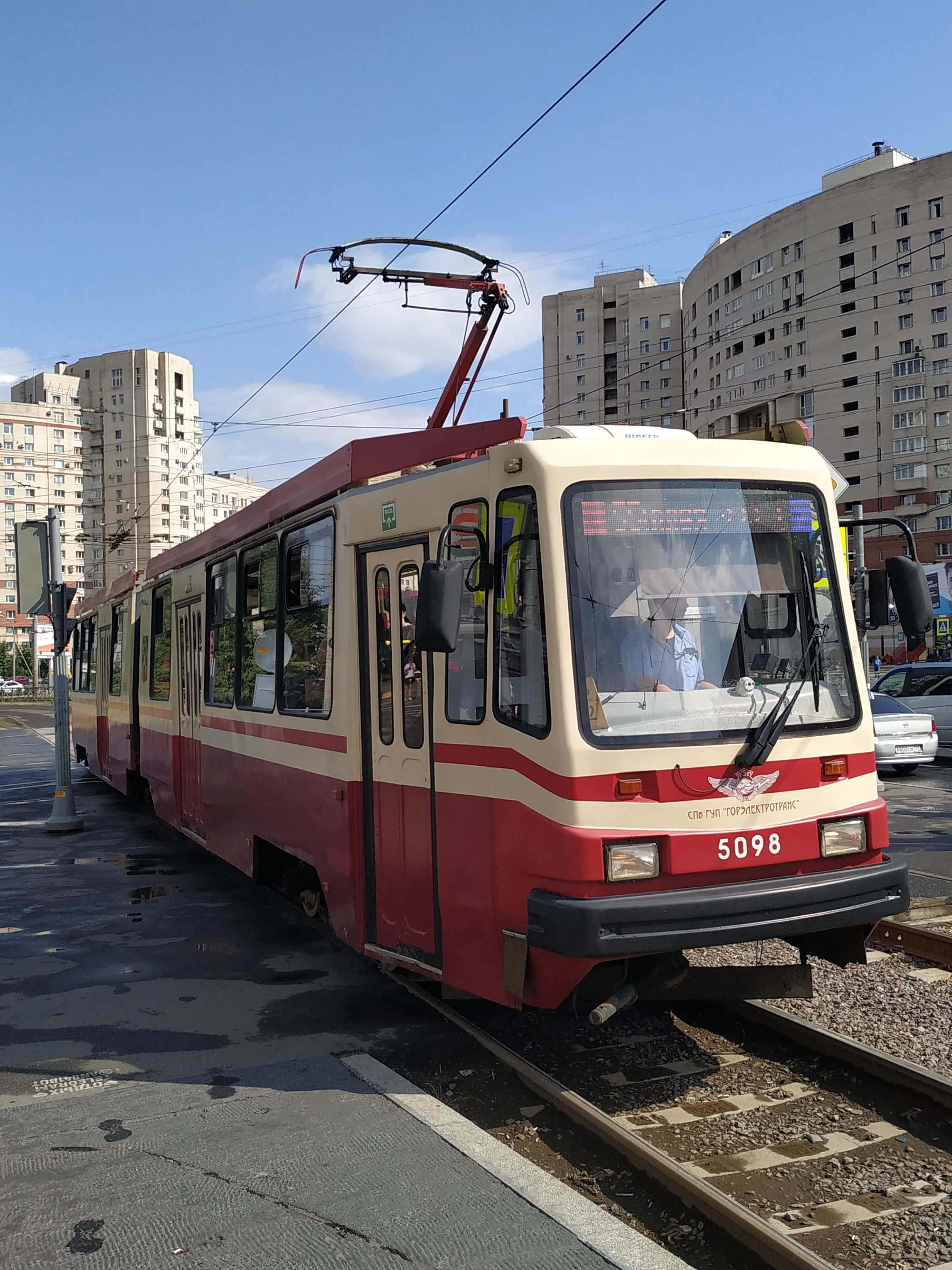
ЛВС-86М2 №5098 прямує за маршрутом №55 у Санкт-Петербурзі

## Експлуатують міста
| Країна | Місто           | Експлуатуюча організація    | Кількість |
| Росія  | Санкт-Петербург | СПб ДУП «Міськелектротранс» | 263       |

## Галерея

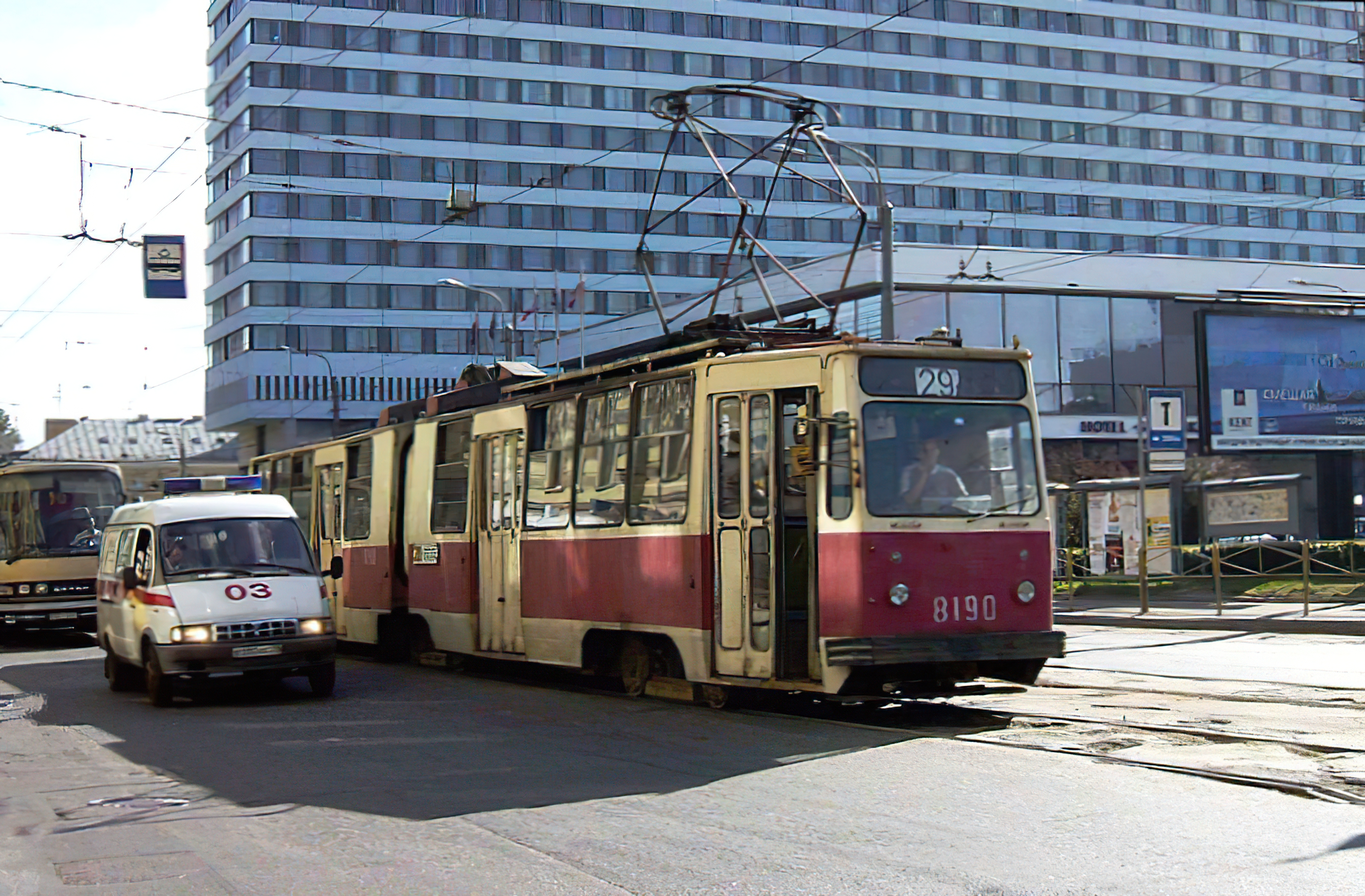
Трамвай ЛВС-86К № 8190 на маршруті № 29. Серпень 2002 року
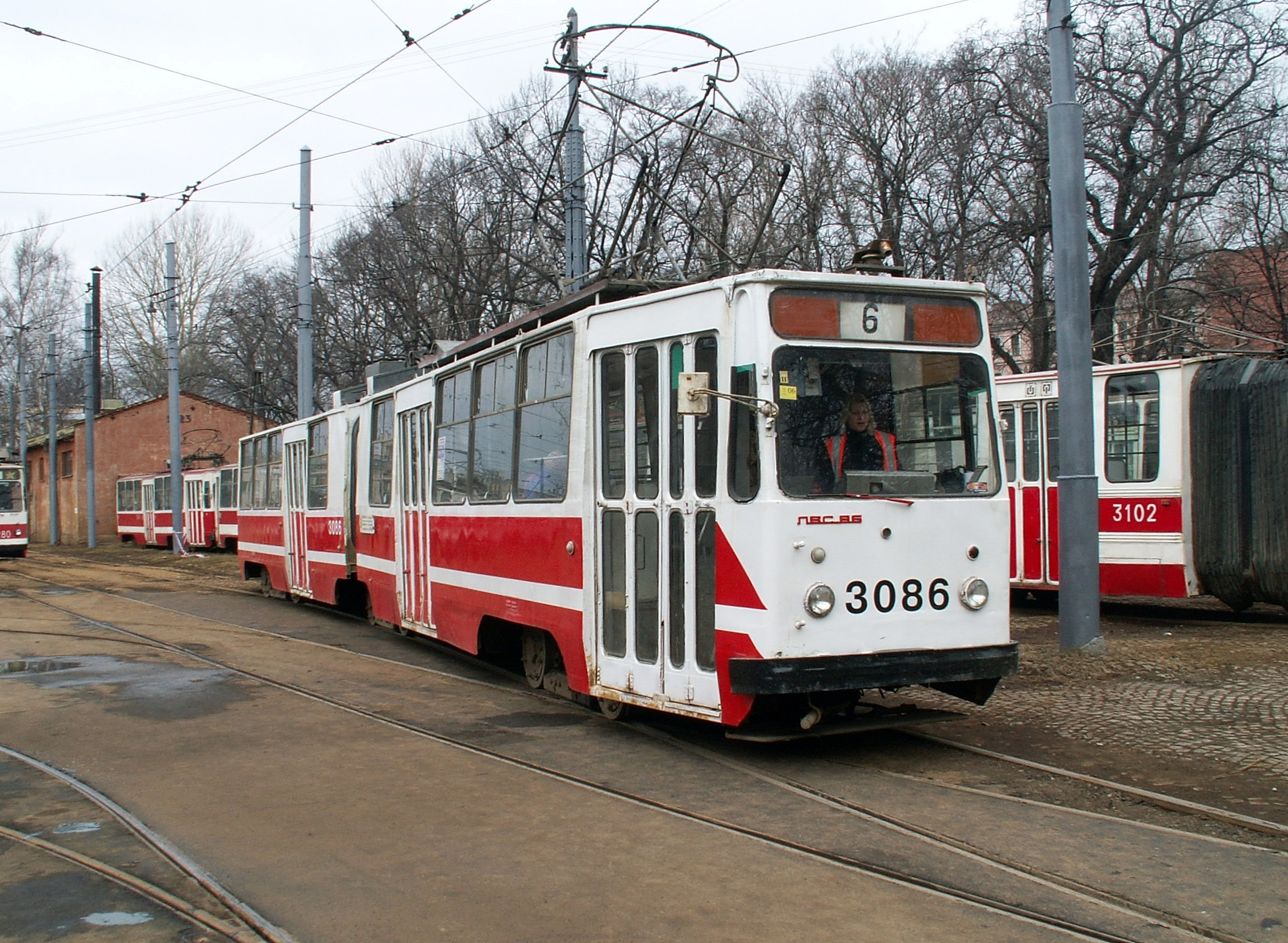
Трамвай ЛВС-86К № 3086 на віялі трамвайного парку № 2 (2006 рік).
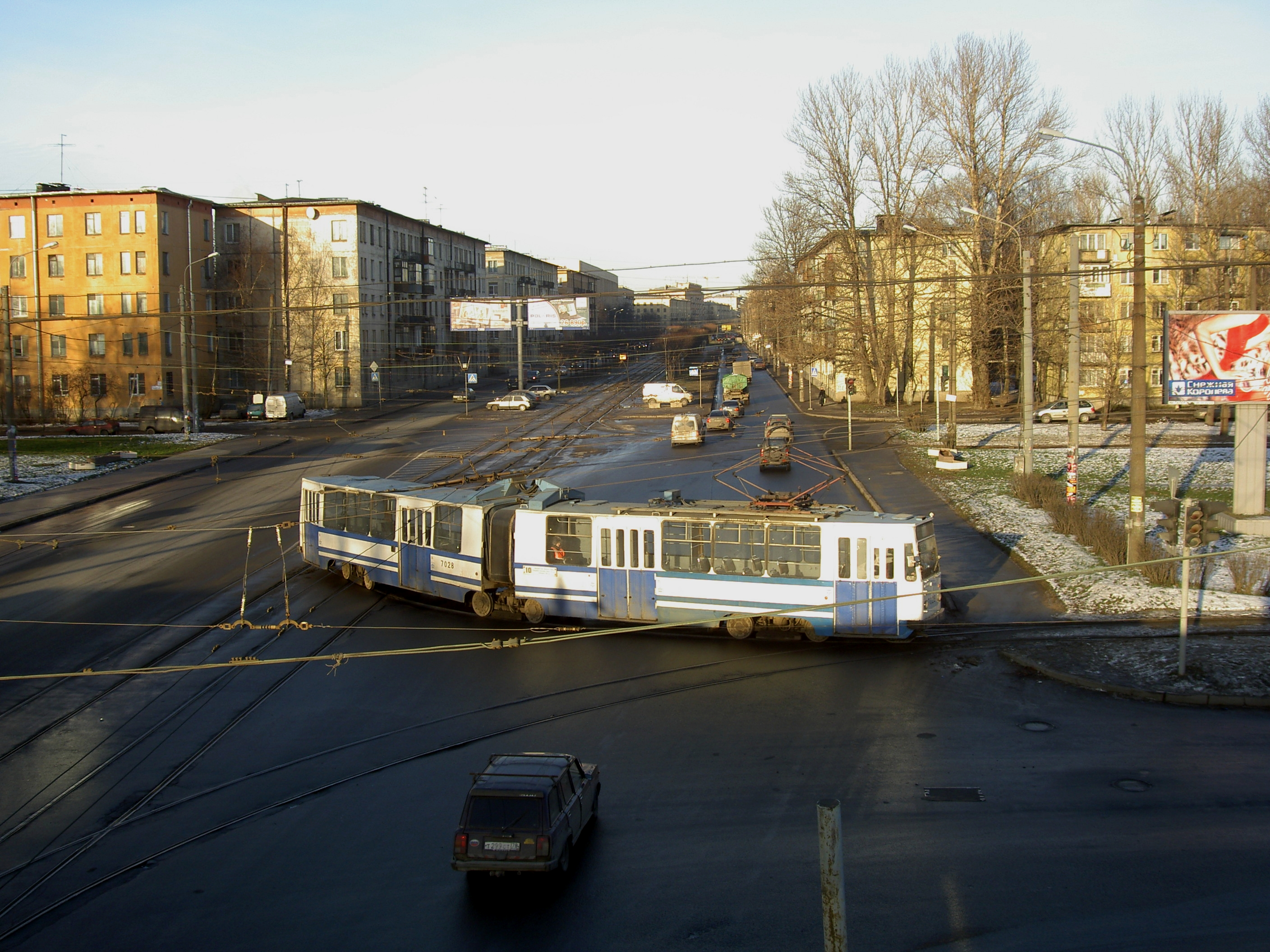
Трамвай у забарвленні парку № 7 завертає на к/ст «Мала Охта». 2007 рік
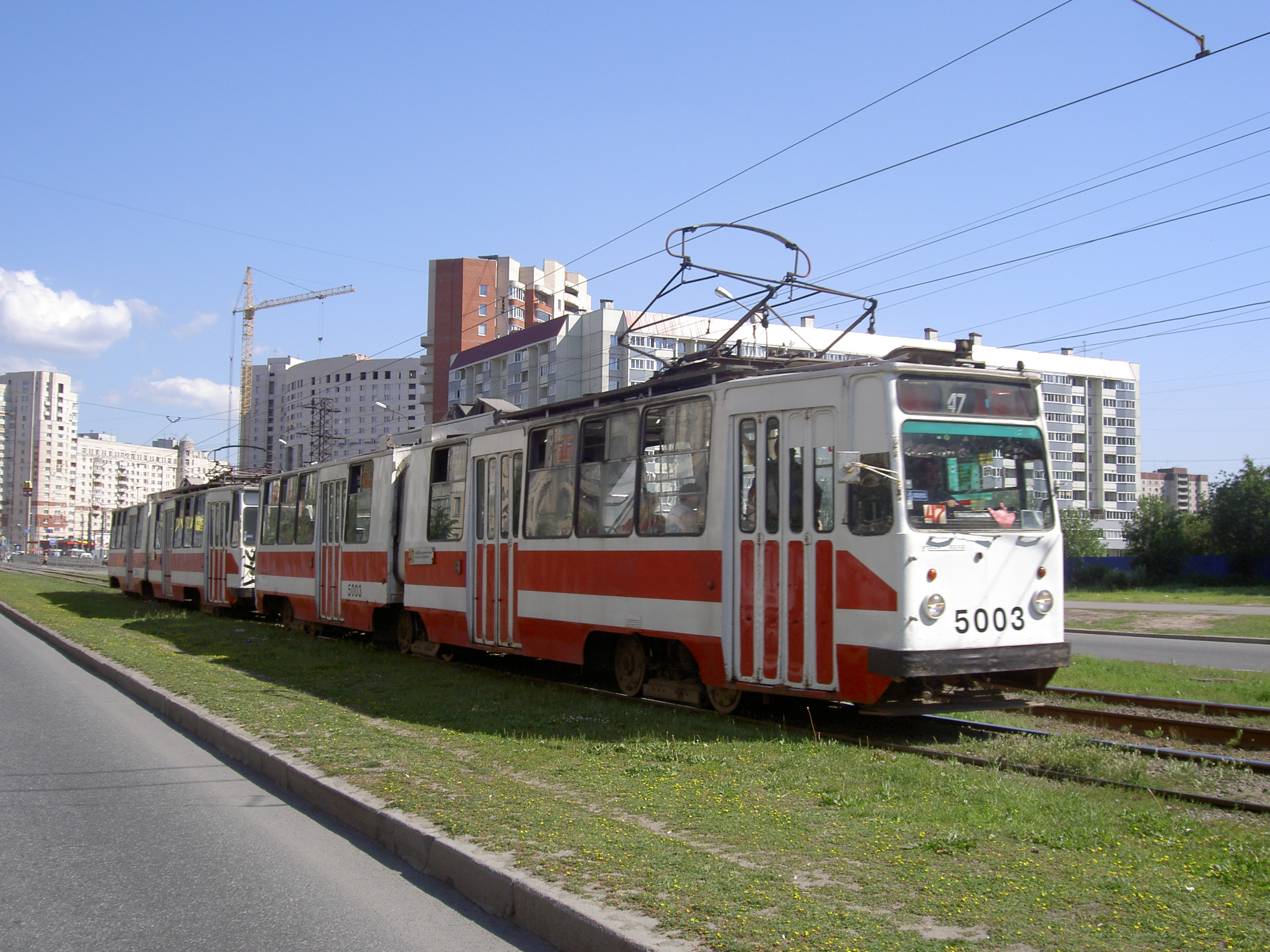
СБО з двох вагонів ЛВС-86К на вулиці Іллюшина. 2008 рік
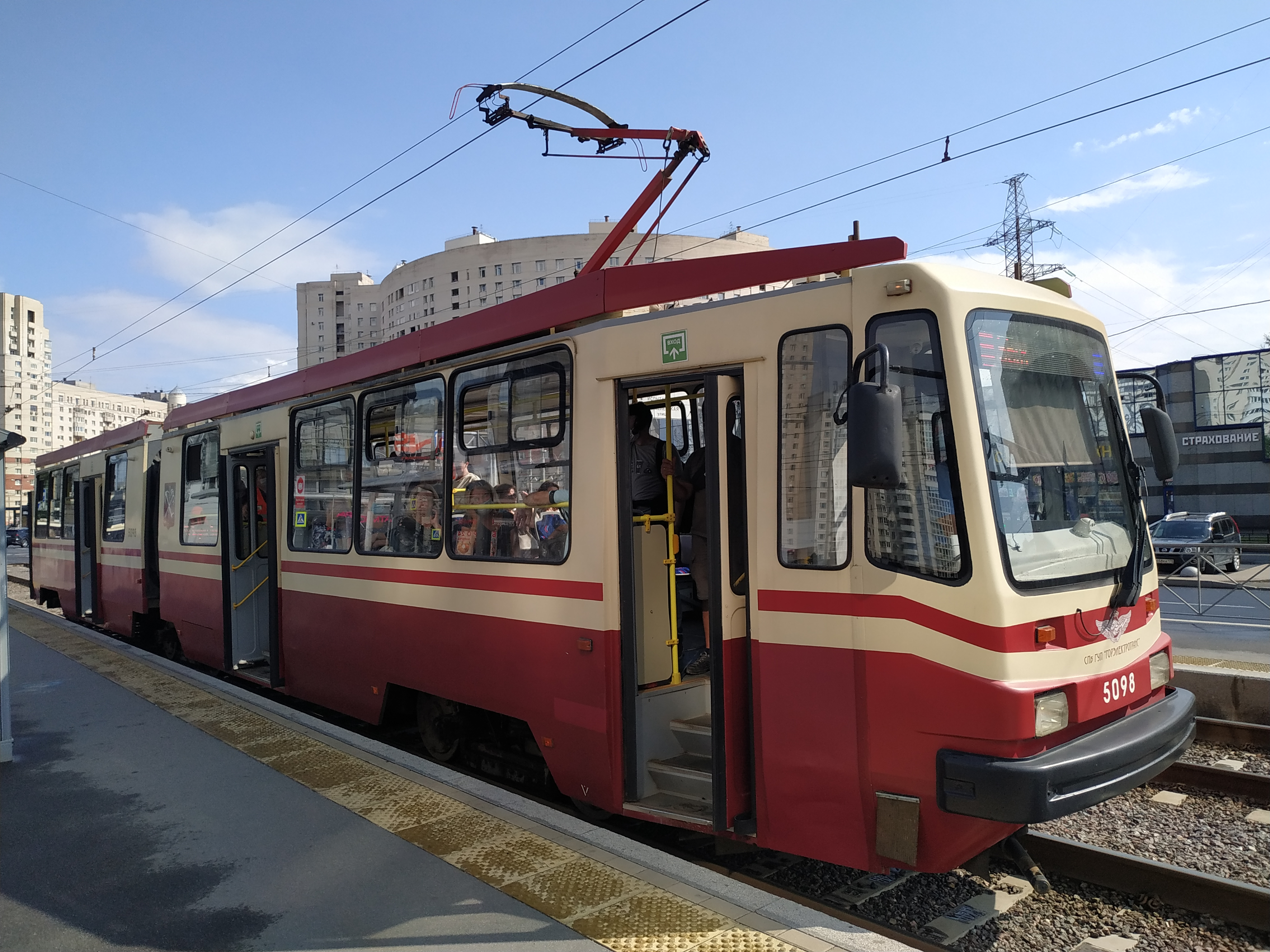
Трамвай ЛВС-86М2 №5098, маршрут №55, Комендантський проспект, СПб